# Ekscentryczność (fizyka)

Orbity keplerowskie: eliptyczna orbita o mimośrodzie 0,7 (czerwona), orbita paraboliczna (zielona) i hiperboliczna o mimośrodzie 1,3

Ekscentryczność (inaczej mimośród) – wielkość charakteryzująca kształt orbity, opisywanej równaniem parametrycznym krzywej stożkowej. Oznacza się ją symbolem {\displaystyle e.} Najczęściej używana przy opisie toru ruchu ciała obiegającego drugie ciało pod wpływem siły grawitacji. W ogólności tor ruchu jest taki sam w polu każdej siły centralnej proporcjonalnej do odwrotności kwadratu odległości od centrum ({\displaystyle 1/r^{2};} w szczególności siły elektrostatycznej).
Ekscentryczność orbity w polu siły grawitacji jest związana z energią całkowitą układu oddziałujących mas oraz z wartością całkowitego momentu pędu poprzez wzór:
{\displaystyle e={\sqrt {1+{\frac {2EL^{2}}{\mu \alpha ^{2}}}}},}
gdzie:
{\displaystyle E} – energia całkowita,
{\displaystyle L} – całkowity moment pędu.
Obie wielkości związane z ruchem względnym dwóch ciał (tzn. liczone w układzie odniesienia związanym z jedną z mas). Dla przyciągającej siły grawitacyjnej {\displaystyle \alpha =Gm_{1}m_{2},} natomiast {\displaystyle \mu :{\frac {1}{\mu }}={\frac {1}{m_{1}}}+{\frac {1}{m_{2}}}} określa tzw. masę zredukowaną układu dwóch ciał.
W zależności od energii {\displaystyle E} (przyjmuje się, że w nieskończoności energia potencjalna oddziaływania jest równa zeru) wówczas:
- {\displaystyle E=-{\frac {\mu \alpha ^{2}}{2L^{2}}}} – orbita kołowa, tzn. {\displaystyle e=0,}
- {\displaystyle E<0} – orbita eliptyczna, tzn. {\displaystyle 0<e<1,}
- {\displaystyle E=0} – orbita paraboliczna, tzn. {\displaystyle e=1,}
- {\displaystyle E>0} – orbita hiperboliczna, tzn. {\displaystyle e>1.}

Mimośród geometrycznie można określić też wzorem:
{\displaystyle e={\sqrt {1-{\frac {b^{2}}{a^{2}}}}},}
gdzie:
{\displaystyle b} – półoś mała orbity,
{\displaystyle a} – półoś wielka orbity,
przy czym:
{\displaystyle a={\frac {p}{1-e^{2}}}={\frac {\alpha }{2|E|}},}
{\displaystyle b={\frac {p}{\sqrt {1-e^{2}}}}={\frac {L}{\sqrt {2\mu |E|}}},}
gdzie:
{\displaystyle p={\frac {L^{2}}{\mu \alpha }}={\frac {b^{2}}{a}}.}
Można również ekscentryczność wyrazić jako iloraz odległości ogniska od środka elipsy przez długość półosi wielkiej orbity eliptycznej:
{\displaystyle e={\frac {c}{a}}.}